# سیارک ۱۰۱۱۷
سیارک ۱۰۱۱۷ (به انگلیسی: 10117 Tanikawa، نامگذاری:1992TW) ده هزار و صد و هفدهمین سیارک کشف شده‌است که در ۱ اکتبر ۱۹۹۲ کشف شد.